# Nuoto ai campionati europei di nuoto 2022 - 200 metri rana femminili
La gara dei 200 metri rana femminili dei campionati europei di nuoto 2022 si è svolta il 14 e il 15 agosto 2022. Al mattino del 14 agosto si sono svolte le batterie e nel pomeriggio le semifinali, mentre la finale si è disputata nel pomeriggio del 15 agosto.

## Podio
| Pos.    | Atleta              | Nazione  |
| ------- | ------------------- | -------- |
| Oro     | Lisa Mamié          | Svizzera |
| Argento | Martina Carraro     | Italia   |
| Bronzo  | Kotryna Teterevkova | Lituania |

## Record
Prima della manifestazione il record del mondo (RM), il record europeo (EU) e il record dei campionati (RC) erano i seguenti.
|  | 2'18"95 | Tatjana Schoenmaker   | 30 luglio 2021 Tokyo      |
|  | 2'19"11 | Rikke Møller Pedersen | 1º agosto 2013 Barcellona |
|  | 2'19"84 | Rikke Møller Pedersen | 22 agosto 2014 Berlino    |

Durante la competizione non sono stati migliorati record.

## Risultati

### Batterie
| Pos. | Batteria | Corsia | Atleta               | Nazionalità | Tempo        | Note  |
| ---- | -------- | ------ | -------------------- | ----------- | ------------ | ----- |
| 1    | 4        | 4      | Lisa Mamié           | Svizzera    | 2'24"12      | Q     |
| 2    | 2        | 4      | Francesca Fangio     | Italia      | 2'24"76      | Q     |
| 3    | 2        | 5      | Martina Carraro      | Italia      | 2'26"02      | Q     |
| 4    | 4        | 2      | Thea Blomsterberg    | Danimarca   | 2'26"22      | Q     |
| 5    | 3        | 4      | Kotryna Teterevkova  | Lituania    | 2'26"56      | Q     |
| 6    | 4        | 3      | Kristýna Horská      | Rep. Ceca   | 2'26"81      | Q     |
| 7    | 3        | 3      | Mona McSharry        | Irlanda     | 2'26"94      | Q     |
| 8    | 2        | 6      | Tes Schouten         | Paesi Bassi | 2'27"11      | Q     |
| 9    | 4        | 6      | Bente Fischer        | Germania    | 2'27"89      | Q     |
| 10   | 3        | 6      | Clara Rybak-Andersen | Danimarca   | 2'28"02      | Q     |
| 11   | 4        | 1      | Kara Hanlon          | Regno Unito | 2'28"35      | Q     |
| 12   | 3        | 5      | Sophie Hansson       | Svezia      | 2'28"47      | Q DSQ |
| 13   | 4        | 5      | Jessica Vall         | Spagna      | 2'28"83      | Q     |
| 14   | 2        | 7      | Nikoleta Trníková    | Slovacchia  | 2'28"84      | Q     |
| 15   | 3        | 2      | Arianna Castiglioni  | Italia      | 2'28"95      |       |
| 16   | 3        | 1      | Ana Blažević         | Croazia     | 2'28"96      | Q     |
| 17   | 4        | 9      | Klara Thormalm       | Svezia      | 2'29"15      | Q     |
| 18   | 2        | 3      | Lisa Angiolini       | Italia      | 2'29"21      |       |
| 19   | 2        | 8      | Laura Lahtinen       | Finlandia   | 2'29"81      | Q     |
| 20   | 2        | 2      | Defne Coşkun         | Turchia     | 2'30"21      |       |
| 21   | 4        | 7      | Niamh Coyne          | Irlanda     | 2'30"67      |       |
| 22   | 3        | 7      | Adèle Blanchetière   | Francia     | 2'30"68      |       |
| 23   | 3        | 8      | Julia Månsson        | Svezia      | 2'31"37      |       |
| 24   | 2        | 1      | Andrea Podmaníková   | Slovacchia  | 2'32"15      |       |
| 25   | 3        | 9      | Ellie McCartney      | Irlanda     | 2'32"38      |       |
| 26   | 2        | 0      | Maria Romanjuk       | Estonia     | 2'32"41      |       |
| 27   | 4        | 0      | Martta Ruuska        | Finlandia   | 2'33"48      |       |
| 28   | 3        | 0      | Kamila Isayeva       | Ucraina     | 2'33"56      |       |
| 29   | 4        | 8      | Eleni Kontogeorgou   | Grecia      | 2'33"84      |       |
| 30   | 1        | 5      | Lena Kreundl         | Austria     | 2'36"26      |       |
| 31   | 1        | 4      | Nàdia Tudó           | Andorra     | 2'36"73      |       |
| DSQ  | 1        | 3      | Amy Micallef         | Malta       | Squalificata |       |

### Semifinali

#### Semifinale 1
| Pos. | Corsia | Atleta               | Nazionalità | Tempo   | Note |
| ---- | ------ | -------------------- | ----------- | ------- | ---- |
| 1    | 5      | Thea Blomsterberg    | Danimarca   | 2'25"44 | Q    |
| 2    | 4      | Francesca Fangio     | Italia      | 2'25"55 | Q    |
| 3    | 3      | Kristýna Horská      | Rep. Ceca   | 2'25"71 | Q    |
| 4    | 7      | Jessica Vall         | Spagna      | 2'26"64 | Q    |
| 5    | 6      | Tes Schouten         | Paesi Bassi | 2'26"68 |      |
| 6    | 1      | Ana Blažević         | Croazia     | 2'27"29 |      |
| 7    | 8      | Laura Lahtinen       | Finlandia   | 2'27"60 |      |
| 8    | 2      | Clara Rybak-Andersen | Danimarca   | 2'28"10 |      |

#### Semifinale 2
| Pos. | Corsia | Atleta              | Nazionalità | Tempo   | Note |
| ---- | ------ | ------------------- | ----------- | ------- | ---- |
| 1    | 5      | Martina Carraro     | Italia      | 2'23"73 | Q    |
| 2    | 4      | Lisa Mamié          | Svizzera    | 2'24"04 | Q    |
| 3    | 3      | Kotryna Teterevkova | Lituania    | 2'25"01 | Q    |
| 4    | 6      | Mona McSharry       | Irlanda     | 2'25"24 | Q    |
| 5    | 7      | Kara Hanlon         | Regno Unito | 2'26"78 |      |
| 6    | 2      | Bente Fischer       | Germania    | 2'27"28 |      |
| 7    | 8      | Klara Thormalm      | Svezia      | 2'28"22 |      |
| 8    | 1      | Nikoleta Trníková   | Slovacchia  | 2'28"40 |      |

### Finale
| Pos. | Corsia | Atleta              | Nazionalità | Tempo   | Note |
| ---- | ------ | ------------------- | ----------- | ------- | ---- |
|      | 5      | Lisa Mamié          | Svizzera    | 2'23"27 |      |
|      | 4      | Martina Carraro     | Italia      | 2'23"64 |      |
|      | 3      | Kotryna Teterevkova | Lituania    | 2'24"16 |      |
| 4    | 2      | Thea Blomsterberg   | Danimarca   | 2'25"57 |      |
| 5    | 1      | Kristýna Horská     | Rep. Ceca   | 2'26"07 |      |
| 6    | 7      | Francesca Fangio    | Italia      | 2'26"79 |      |
| 7    | 6      | Mona McSharry       | Irlanda     | 2'26"96 |      |
| 8    | 8      | Jessica Vall        | Spagna      | 2'27"19 |      |